# Hub (Netzwerktechnik)
| 7 |   |   |   |  | 7 |
| 6 | 6 |   |   |  |   |
| 5 | 5 |   |   |  |   |
| 4 | 4 |   |   |  |   |
| 3 | 3 |   |   |  |   |
| 2 | 2 |   |   |  |   |
| 1 |   | 1 | 1 |  | 1 |

Die logische Topologie eines Hubs stellt einen Bus dar. Jedes Endgerät ist mit dem Verteiler verbunden, die Endgeräte untereinander sind nicht verbunden.

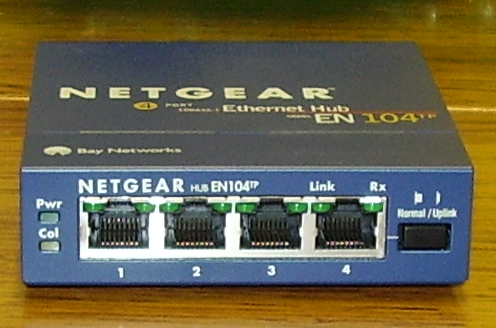
Ein 4-Port-Hub mit schaltbarem Uplink-Port

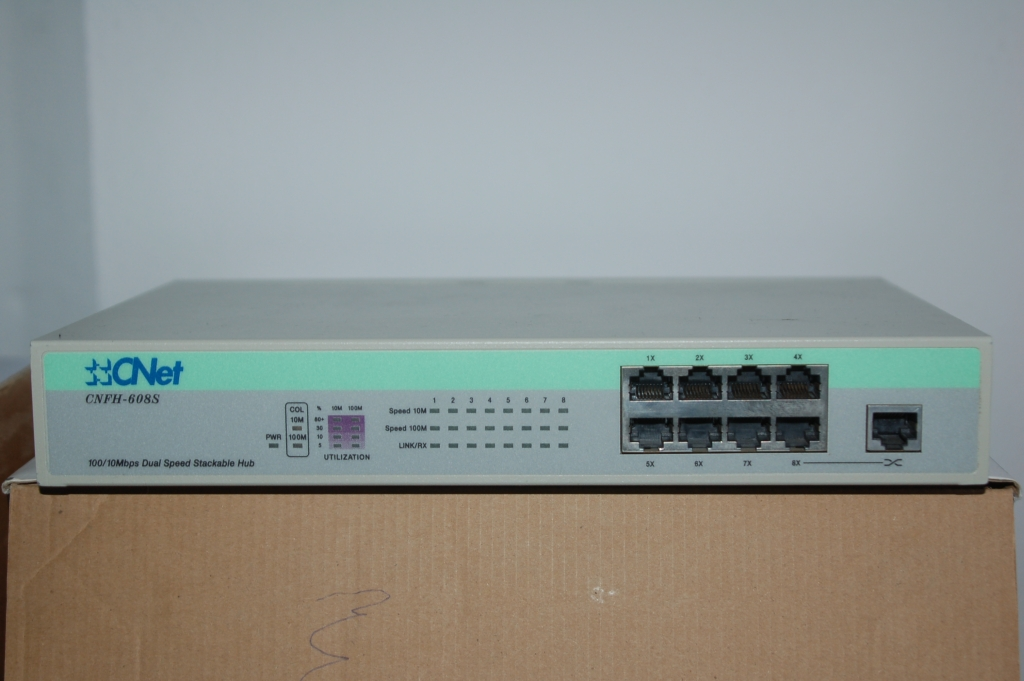
8-Port-Hub mit zusätzlicher Uplink-Buchse

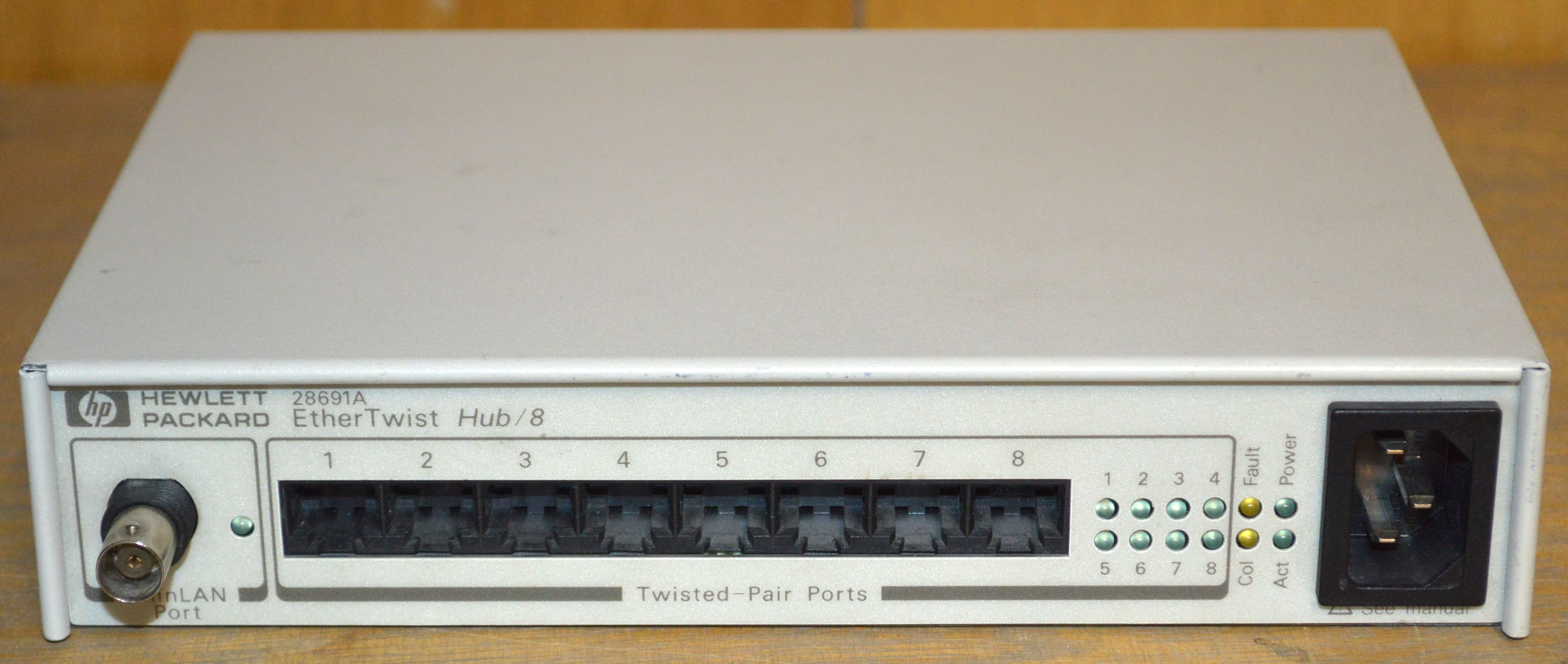
8-Port-Hub der 1990er-Jahre mit 10BASE2-Anschluss

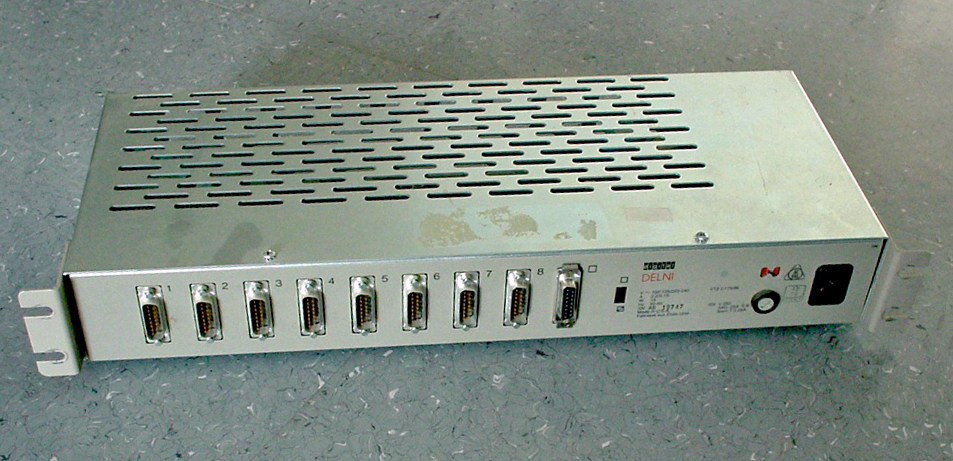
Digital DELNI aus den 1980er-Jahren, früher Ethernet-Hub mit AUI-Ports, den Kontakt zum Netzwerkmedium stellen erst die dort anschließbaren MAUs her

Als Hub (englisch hub ‚Nabe‘ technisch, ‚Knotenpunkt‘) werden in der Telekommunikation Geräte bezeichnet, die Netzwerkknoten (physisch) sternförmig verbinden. Normalerweise wird die Kurzbezeichnung Hub für Repeating-Hubs gebraucht. Sie werden verwendet, um Geräte in einem Rechnernetz miteinander zu verbinden, z. B. durch ein Ethernet.
Ebenfalls manchmal nur als Hub bezeichnet werden Bridging-Hubs bzw. Switching-Hubs, die wesentlich häufiger allerdings (nicht ganz korrekt) als Switch bezeichnet werden. Obwohl diese äußerlich sehr ähnlich aussehen, gibt es tatsächlich wesentliche technische Unterschiede. Verwechslungen leistet unter anderem Vorschub, dass auch Geräte unter der Bezeichnung Hub verkauft werden, die auf den OSI/ISO-Schichten 2 bis 4 agieren, ein Hub arbeitet allerdings ausschließlich auf Ebene 1 des ISO/OSI-Referenzmodells.

## Funktionsweise
Ein Repeating-Hub arbeitet genauso wie ein Repeater und wird deswegen auch Multiport-Repeater genannt. Das Signal eines Netzteilnehmers wird nicht analysiert, sondern nur die übertragene Bit- bzw. Symbolebene wird regeneriert. Zur Kollisionserkennung trägt ein Hub allerdings meistens bei. Im Gegensatz zum Switch, der sich zielgerichtet Ports des Empfängers sucht, werden Bits/Symbole an alle anderen Netzteilnehmer weitergeleitet (vergleiche Broadcast). Aus diesem Grund kann man an jedem Anschluss eines Hubs (im Gegensatz zu denen eines Switches) auch den Datenverkehr zwischen Netzwerkteilnehmern mit Netzwerksniffern analysieren oder mitschneiden.
Ein Hub besitzt nur Anschlüsse (auch Ports genannt) mit gleicher Geschwindigkeit (mit gleichem MII, aber durchaus unterschiedlichem MDI). Besitzt ein Hub beispielsweise eine BNC-Kupplung und RJ45-Anschlüsse, so beträgt seine Geschwindigkeit 10 Mbit/s halbduplex. Zum Anschluss weiterer Repeating-Hubs oder Switches wird entweder ein spezieller Uplink-Port (auch X-Port oder MDI), umschaltbar oder derselbe Port sowohl als MDI-X- als auch als MDI-Ausführung benutzt. Für normale Ports wird ein Crossoverkabel oder auf der anderen Seite ein Auto MDI-X-Port benötigt.
Eine Besonderheit sind Dual-Speed-Hubs. Sie bestehen intern aus einem 10-Mbit/s- und einem 100-Mbit/s-Hub sowie einer „store and forward bridge“. Ports werden beim Anschluss eines Geräts je nach automatischer Aushandlung mit dem einen oder dem anderen Hub verbunden.

## Verwendung
Bei Einsatz eines Hubs im Netz wird durch die Verkabelung im physikalischen Sinne eine Stern-Topologie realisiert. Der logische Aufbau ähnelt dem einer Bus-Topologie, weil jede gesendete Information alle Teilnehmer erreicht. Alle Teilnehmer in einem Netzwerk, die an einen Hub angeschlossen sind, befinden sich in derselben Kollisionsdomäne. Durch einen Hub wird jedoch die Ausfallsicherheit gegenüber einem physikalischen Bus-Netz erhöht: Die Störung eines Kabels legt hier nicht das gesamte Netz lahm, sondern beeinträchtigt lediglich einen einzelnen Teilnehmer, der dann nicht mehr erreichbar ist. Außerdem ist der Fehler einfacher zu lokalisieren.
Repeating-Hubs wurden nach dem Aufkommen von Switches hauptsächlich noch aus Kostengründen verwendet, häufig auch in Kombination mit letzteren. Als Switches um 2000 immer preisgünstiger wurden, verdrängten sie Hubs vollständig vom Markt.
Ethernet-Repeater und -Hubs sind seit 2011 in den IEEE-802.3-Standards als veraltet markiert und sollten nicht mehr installiert werden.

### Kaskadierung von Hubs
Repeating-Hubs können in einem Ethernet nicht beliebig kaskadiert werden, um eine größere Netzausdehnung zu erreichen. Eine für jede Geschwindigkeit spezifische maximale Round-Trip-Delay-Time (RTDT) darf nicht überschritten werden. Die RTDT ist die Zeit, die ein Datenframe benötigt, um vom einen Ende des Netzes zum weitestentfernten anderen Ende des Netzes zu gelangen und wieder zurück. Wird das Netz zu groß, also die RTDT zu hoch, werden Kollisionen häufiger, unerkannte Kollisionen möglich und der gesamte Netzverkehr beeinträchtigt. Solche Störungen sind schwierig einzugrenzen, da Übertragungen bei niedriger Netzlast normal funktionieren können. Wie bei Repeatern muss also die 5-4-3-Regel (10-Mbit/s-Ethernet) eingehalten werden bzw. es dürfen nicht mehr als zwei Repeater zum Einsatz kommen (100-Mbit/s-Ethernet), damit Probleme aufgrund zu hoher Signallaufzeiten (RTDT) vermieden werden. Unter anderem aufgrund dieser Begrenzung werden heute fast überall Switches verwendet. Für Gigabit-Ethernet wurden Hubs/Repeater zwar anfangs noch im Standard spezifiziert, aber nicht mehr hergestellt. Bei höheren Geschwindigkeiten wäre ihr Einsatz technisch nicht mehr möglich.